# Psychotria garberiana
Psychotria garberiana là một loài thực vật có hoa trong họ Thiến thảo. Loài này được Christoph. miêu tả khoa học đầu tiên năm 1938.